# 駒澤大学同窓会
駒澤大学 同窓会（こまざわだいがく どうそうかい）とは、駒澤大学の同窓会組織である。1922年発足の学友会を前身とし、2022年に創立100周年を迎えた。

## 概要
同窓会組織は全国に59支部。全都道府県と台湾にある。同窓生総数は26万172人（2023年5月1日時点）。駒澤大学・大学院および駒澤短期大学のほか、岩見沢駒澤短期大学、駒澤大学苫小牧短期大学、苫小牧駒澤大学に在籍した者を含む。卒業後は、同窓生として各都道府県支部に登録される。中退者も希望すれば入会可能（会則 第2条 入学時に徴収する終身同窓会費等をもって、会員相互の親睦を図り、母校の興隆発展に寄与し、かつその学風を社会に宣揚し貢献することを目的とする）。

### 主な活動
- 講師派遣など支部支援

全国の支部総会などで講演やショーなどを担当する講師の紹介・派遣を行う。申し込みは本部事務局へ。
- 『駒澤同窓会だより』

年1回9月に発行し会員に送付される。
- ホームカミングデー

11月のオータムフェスティバル（学祭）の日程に合わせ開催。同窓生を大学に招待して恩師や学友との交流を通し母校の現状に触れるイベントを行う。著名人の講演やショー、懇親パーティー等を開催している。
- 同窓会表彰

2022年6月制定の同窓会表彰基準に基づき、同窓生やサークル、学生の優れた成績、功績を表彰。
令和4年度表彰者一覧　《同窓生》小山田裕二、樫木祥子、田中亮明、湯浅亜実　《学生サークル》空手道部、競技ダンスクラブ、硬式テニス部、男子バレーボール部、軟式野球部、ボクシング部、陸上競技部　《学生個人》実用英語技能検定1級、司法試験、公認会計士試験、税理士試験、宅地建物取引士資格試験、などに合格した学生を対象に計18名
- 寄付・支援

大学や学生へ寄付ならびに支援を行う。
- 「駒沢ふれあい広場 夏まつり＆盆踊り」

毎年7月末に駒沢キャンパスで開催（主催：同窓会東京都支部および営友会）を後援。

## 沿革
- 1922年11月3日　曹洞宗大学開校40周年記念式典において前身となる学友会が発足
- 1930年10月12日　1925年大学令による駒澤大学への改称を経て「駒澤大学同窓会」へ改め同窓会会則を制定
- 1960年　全国同窓会を組織（藤田俊訓が1958年3月に学監に就任し主要な制度の基礎を作る）
- 1965年3月　同窓会会則を改正
- 1982年3月　同窓会会則を改正
- 2000年4月　活動の充実が望まれて、全面改正が行われ、現在の同窓会活動が始まる
- 2008年7月　第6回「駒沢ふれあい広場　盆踊り」開催（同窓会東京都支部および営友会主催）[10]
- 2012年7月　第10回「駒沢ふれあい広場 夏まつり＆盆踊り」開催（同窓会東京都支部および営友会）[11]
- 2015年　女性部会の各支部設立が全国支部長会で承認される（現在49支部で女性部会が設立されている）
- 2021年11月　第18回ホームカミングデー（初オンライン）開催[12][13]
- 2022年
  - 6月　同窓会表彰基準を制定（同窓会表彰式にて同窓生やサークル、学生の優れた成績、功績を表彰）
  - 6月　同窓会創立100周年記念懇親会開催（品川プリンスホテル）
  - 9月　『駒澤同窓会だより』53号（100周年記念号）発行。WEB掲載を開始
  - 10月　創設100周年を迎える
- 2023年
  - 7月　第21回「駒沢ふれあい広場  夏まつり＆盆踊り」開催（同窓会東京都支部主催）[14][15]
  - 11月　第20回ホームカミングデー（オンライン配信を中心に）開催[16]

### 役員
- 名誉会長は駒澤大学総長、名誉副会長は駒澤大学学長、顧問は同窓会会長経験者が就く。
- 会長の任期は3年。6年を超えて在任はできない。

### 歴代会長
- 初代 - 大朏直人 顧問
- 第2代 - 林寛道
- 第3代 - 越後宏允（えちご ひろみ）顧問
- 第4代 - 萩野虔一 顧問
- 第5代 - 大石孝（2021.6-）

## 支部
《北海道ブロック》 8
- 函館支部
- 胆振・日高支部
- 道北・旭川支部[17]
- 札幌支部[18]
- 空知支部
- 十勝支部[19][20][21]
- 釧路・根室支部
- 網走・北見・紋別支部

《東北ブロック》 6
- 青森県支部
- 岩手県支部
- 宮城県支部
- 秋田県支部
- 山形県支部
- 福島県支部

《関東ブロック》 4
- 茨城県支部
- 栃木県支部
- 群馬県支部
- 山梨県支部

《埼玉ブロック》
- 埼玉県支部

《千葉ブロック》
- 千葉県支部

《東京ブロック》
- 東京都支部

《神奈川ブロック》 4
- 神奈川湘南支部
- 神奈川中央支部
- 神奈川西部支部
- 神奈川北部支部

《北信越ブロック》 5
- 長野県支部
- 新潟県支部
- 富山県支部
- 石川県支部
- 福井県支部

《東海ブロック》 4
- 岐阜県支部
- 静岡県支部
- 愛知県支部
- 三重県支部

《近畿ブロック》 6
- 滋賀県支部
- 京都府支部
- 大阪府支部
- 兵庫県支部
- 奈良県支部[22]
- 和歌山県支部

《中国ブロック》 5
- 鳥取県支部
- 島根県支部
- 岡山県支部
- 広島県支部
- 山口県支部

《四国ブロック》 4
- 徳島県支部
- 香川県支部
- 愛媛県支部
- 高知県支部

《九州ブロック》 9
- 福岡県支部
- 佐賀県支部
- 長崎支部
- 熊本県支部[23][24][25]
- 大分県支部
- 宮崎県支部
- 鹿児島県支部
- 奄美支部
- 沖縄県支部

《海外》 1
- 台湾支部

- その他の同窓会

### 学部別
- 経済学部同窓会[26]
- 経営学部同窓会
- 放射線同窓会[27]

### 職域別、部活・サークル
- 信誠会 : 大学教員および研究所など研究者の同窓会
- 会計人会 : 公認会計士および税理士による職域同窓会[28]
- 駒澤不動産紫門会 : 不動産業界人の同窓会[29]

## 派遣講師
全国の支部総会で講演やショーなどに出演する講師。申込は本部事務局。
講師一覧（50音順）
- 青空うれし
- 石毛宏典
- 上野泰夫 - フリーアナウンサー
- M高史 - ものまねアスリート芸人
- 大藏教義 - 狂言師
- 太田誠 - 野球部終身名誉監督
- 大矢明彦
- 糟谷悟 - 陸上競技選手
- 花仙 - 太神楽師
- 桂竹丸
- 桂文雀
- 輝&輝 - 津軽三味線デュオ
- 久保田昌希 - 名誉教授
- 黒木悦子 - シャンソンカンツォーネ歌手
- 香田誉士史 - 硬式野球部監督
- 近藤あや - タレント
- 三遊亭貴楽
- 三遊亭遊馬
- 白井一幸 - 野球解説者
- 末永和子 - エッセイスト
- 善竹大二郎 - 狂言師
- 高橋文二 - 名誉教授
- 田口昌徳 - 元プロ野球選手
- 田中千秋 - 天文観測家・写真家
- なか。たつや - マジシャン
- 二宮至 - 大学野球部監督『駒澤三羽ガラス』
- 野村昭彦 - 元大学野球監督
- 萩野虔一 - 第4代同窓会長
- 平井史生 - 気象予報士
- 平賀マリカ - ジャズボーカリスト
- 広瀬哲朗 - 野球解説者
- 藤井暁 - テレビ朝日アナウンサー
- 藤田敦史 - 陸上競技部監督
- 巻誠一郎 - 元Jリーガー・日本代表
- 三井三太郎 - 芸能リポーター
- 村山哲二 - プロ野球独立リーグ代表
- 森順子 - フリーアナウンサー・キャリア教育コーディネーター
- 山崎まゆみ - 温泉エッセイスト
- 若田部健一 - プロ野球コーチ

元講師
- 佐々木宏幹 - 名誉教授
- アナクロニスティック - お笑いコンビ